# 索尼 DPT-S1
索尼电子纸DPT-S1 是一款13.3英寸（接近A4纸的大小）的电子墨水阅读器，2013年12月3日于日本发售，主要面向商业用户，拥有轻薄、耗电量低的特性。DPT-S1 在硬件上具备 Wi-Fi 接入功能，并附带有一支可以用来书写和划重点的手写笔，但是在软件上只能以原始尺寸显示 PDF 文档，缺乏对其他格式的支持。2014年在美国上市，最初售价1100美元，后降价到1000美元。2016年，索尼宣布停产DPT-S1。它的下一代产品是 2017 年发布的索尼 DPT-RP1 (13.3英寸) 以及 2018 年发布的索尼 DPT-CP1(10.3英寸)。

## 规格
DPT-S1 搭载有一块13.3英寸 1600*1200 的分辨率的 Mobius 触控式电子纸屏幕，以及一颗主频为 1 GHz 的 ARM Cortex-A8 微型处理器 。存储容量仅有 4GB（由系统和用户共用），但是可以通过一张 MicroSD 存储卡来扩展。DPT-S1 的重量是 358克，厚度是 6.8毫米。